# José Adrián Pérez
José Adrián Pérez (Azul, provincia de Buenos Aires, 7 de septiembre de 1971) es un abogado y político argentino. Se desempeñó como Secretario de Asuntos Políticos e Institucionales del Ministerio del Interior, Obras Públicas y Vivienda de la Nación Argentina, durante el gobierno de Mauricio Macri, de 2015-2019.

## Biografía
Realizó sus estudios en la Universidad de Buenos Aires

### Coalición Cívica ARI
Desde 1996 fue colaborador de Elisa Carrió. Pérez, de origen radical, participó del ARI desde sus inicios y llegó luego a ser el titular de la Coalición Cívica.
En 2003 asumió como diputado nacional y en las elecciones del 28 de octubre de 2007, fue reelecto como diputado nacional de la Provincia de Buenos Aires. Como Diputado Nacional votó a favor de la Ley de Educación Voto contra la estatización de las (AFJP) y su traslado al ANSES, a la expropiación de Aerolíneas Argentinas, a la ley Movilidad jubilatoria, que establece dos aumentos anuales a las jubilaciones;  a la Ley de Servicios Audiovisuales y a los Presupuestos de los años 2003-2009. 
En 2007 intentó, pese a no cumplir con los requisitos legales, postularse a candidato a Jefe de Gobierno. Sin embargo, el Tribunal Superior de Justicia rechazó su pedido, aduciendo que el legislador recién podría cumplir los cinco años requeridos a fines de 2012, ya que su residencia permanente en la ciudad databa de 2007.
En las elecciones presidenciales de 2011 fue candidato a la vicepresidencia de la Nación por la fórmula encabezada por Elisa Carrió, obteniendo un 1,8 por ciento de los votos.

### Frente Renovador
Entre 2013 y 2015 formó parte del Frente Renovador, siendo electo como diputado nacional en las elecciones parlamentarias de ese año.
En las elecciones de 2015 se presentó como candidato a intendente de Vicente López, quedando en el tercer puesto con el 14,7% de los votos.

### Cambiemos
En diciembre de 2015, renuncia a su banca de diputado para asumir como secretario de Asuntos Políticos del Ministerio del Interior bajo la presidencia de Mauricio Macri. Desde este cargo impulsó una reforma electoral con eje en la boleta única electrónica. En diciembre de 2017 fue aprobada por la Cámara de Diputados y enviada al Senado para su tratamiento, pero la misma fue rechazada luego de múltiples manifestaciones por parte de Departamentos de Computación de varias universidades, informáticos e investigadores independientes.